# Margarida Blasco
Maria Margarida Blasco Martins Augusto (Castelo Branco, 25 de julho de 1956) é uma juíza e política portuguesa. Foi Ministra da Administração Interna, do XXIV Governo Constitucional.
Entre 2019 e 2021 foi juíza conselheira do Supremo Tribunal de Justiça, tendo-se jubilado em 2021. Foi diretora-geral do Serviço de Informações de Segurança entre 2004 e 2008 e Inspetora-Geral da Administração Interna (IGAI) entre 2012 e 2019.
A 17 de fevereiro de 2012 foi nomeada Inspetora-Geral da Administração Interna pelo antigo ministro da Administração Interna Miguel Macedo, do governo PSD/CDS-PP de Pedro Passos Coelho, cargo que exerceu até julho de 2019, tendo sido reconduzida no cargo por três vezes e a última comissão de serviço foi renovada pelo ex-ministro Eduardo Cabrita.
Passaram pelas mãos enquanto juíza casos como o processo de Camarate (queda do avião em 1980 que vitimou o então primeiro-ministro Francisco Sá Carneiro e o ministro da Defesa Adelino Amaro da Costa), o processo de Dona Branca por burla financeira e o de Fernando Negrão (ex-diretor da Polícia Judiciária demitido devido a uma fuga de informação sobre uma investigação à Universidade Moderna).